# Rotherham United
Rotherham United (offiziell: Rotherham United Football Club), auch bekannt als Merry Millers oder The Millers, ist ein englischer Fußballverein aus Rotherham in der Grafschaft South Yorkshire. Der Verein, der seine Heimbegegnungen im New York Stadium austrägt, spielt in der EFL Championship, der zweithöchsten englischen Spielklasse.

## Geschichte

### Gründungsphase
Die Ursprünge des Vereins gehen zurück auf die im Jahr 1878 gegründeten Lunar Rovers zurück, die sich später in Rotherham Town umbenannten und zur Saison 1889/90 der Midland League beitraten. In den Jahren 1892 und 1893 gewann Rotherham Town dort zwei Meisterschaften in Serie und wurde im Anschluss in die Football League Second Division gewählt. Nach drei Jahren, mit nur mäßigem Erfolg, verließ der Verein die zweite englische Liga wieder und löste sich 1896 auf. 1899 schlossen sich die beiden lokalen Klubs Rotherham Casuals und Rotherham Grammar School zum Rotherham Football Club zusammen, 1903 erfolgte die Aufnahme in die Midland League, ab 1904 trat der Verein unter dem Namen Rotherham Athletic an, 1905 benannte sich der Verein in Rotherham Town um.
Ein weiterer wichtiger Zweig in der Vereinsgeschichte ist der im Jahr 1877 entstandene Verein Thornhill. Er schloss sich ebenso 1903 der Midland League an und nannte sich als Reaktion auf die Umbenennung des Konkurrenten 1905 in Rotherham County um. Zwischen 1912 und 1915 errang der Klub vier aufeinanderfolgende Meisterschaften in der Midland League. Nach Beendigung des Ersten Weltkrieges wurde der Klub 1919 in die Second Division gewählt und stieg nach vier Jahren in die Third Division North ab.
Das Jahr 1925, als die beiden Vereine fusionierten, war der Geburtstag des heutigen Rotherham United Football Club. Der neue Verein nahm den Platz von Rotherham County in der dritten Liga ein, kam aber bis zum Ausbruch des Zweiten Weltkrieges nur in zwei Spielzeiten auf einen einstelligen Tabellenplatz.

### Sportliche Hochphase nach dem Zweiten Weltkrieg
Nach der Wiederaufnahme des Spielbetriebs war der Verein plötzlich ein Aufstiegskandidat. Nach drei Vizemeisterschaften zwischen 1947 und 1949 gelang dann 1951 die Rückkehr in die Second Division, erstmals als Rotherham United. Dort etablierte sich der Verein im Mittelfeld der Liga und verpasste 1955 den Sprung in die First Division als Tabellendritter nur aufgrund der schlechteren Tordifferenz gegenüber Birmingham City und Luton Town. Beim 6:1-Sieg gegen den FC Liverpool am letzten Spieltag hatten noch elf weitere Tore zum Aufstieg gefehlt. Aus jener Zeit stammt auch der Zuschauerrekord des Klubs. Am 13. Dezember 1952 kamen zum Ligaspiel gegen Sheffield United 25.170 Zuschauer.
An die guten Leistungen konnte der Verein in der Folgezeit nicht mehr anknüpfen und der Abstieg wurde mehrfach nur sehr knapp vermieden. Dennoch erreichte der Klub im Jahr 1961 das Endspiel des erstmals ausgetragenen Ligapokals. Nach einem 2:0-Hinspielsieg gegen Aston Villa unterlag Rotherham im Rückspiel mit 0:3 und verlor die Partie somit insgesamt.

### Abstieg in die unteren Profiligen
Im Jahr 1968 stieg der Verein nach 17-jähriger Zweitklassigkeit in die Third Division ab und musste nach fünf weiteren Spielzeiten sogar den Gang in die Fourth Division, der untersten englischen Profiliga, antreten.
Der Wiederaufstieg in die Third Division gelang im zweiten Anlauf, und im Jahr 1981 folgte unter dem Trainer Ian Porterfield und Spielern wie dem Stürmer Ronnie Moore die Rückkehr in die zweite Liga. Porterfield verließ daraufhin überraschend den Verein und Anton Johnson wurde neuer Vereinspräsident. Johnson verschuldete den vormals finanziell gesunden Verein in der Folgezeit mit 750.000 Pfund und wurde drei Jahre nach dem Abstieg der Saison 1982/83 von Ken Booth, einem der landesweit größten Unternehmer im Müllgeschäft, beerbt.
Im Jahr 1989 stieg der Verein zweitmalig in die unterste Profiliga ab. Nach dem direkten Wiederaufstieg im anschließenden Jahr folgte nach dem erneuten Abstieg des Jahres 1991 ein weiterer einjährigen Aufenthalt in der vierten Spielklasse. In der dritten Liga, die seit der Einführung der Premier League fortan „Second Division“ hieß, spielte Rotherham bis zum erneuten Abstieg im Jahr 1997, wobei die unterste Liga nun als „Third Division“ bezeichnet wurde. Ein Jahr zuvor, also 1996, hatte der Klub durch einen 2:1-Finalsieg im Wembley-Stadion gegen Shrewsbury Town mit der Auto Windscreens Shield seinen ersten Titel errungen.

### Jüngste Entwicklungen
Nach dem Abstieg wurde mit dem ehemaligen Spieler Ronnie Moore ein neuer Trainer installiert, der über viele Jahre erfolgreiche Arbeit in einem Verein leisten sollte, der stets nur über ein minimales Budget verfügte. Die erste Saison schloss Moore zunächst auf einem Mittelfeldplatz ab und die von ihm betreute Mannschaft wurde im zweiten Jahr im Play-off zum Aufstieg in die dritte Liga von Leyton Orient im Elfmeterschießen bezwungen.
Im dritten Anlauf im Jahr 2000 gelang dann die Rückkehr in die Drittklassigkeit durch die direkte Qualifikation als Vizemeister. Obwohl der Klub als einer der Abstiegskandidaten eingestuft wurde, überraschte Rotherham dann mit dem direkten Durchmarsch in die zweite Liga, der „First Division“ nun, nachdem der Verein auch in der Second Division den zweiten Tabellenplatz erringen konnte. In der zweiten Liga, die ab 2004 Football League Championship hieß, hielt sich Rotherham vier Jahre lang, bis zum Abstieg als Tabellenletzter, auf. Moore war dabei in seiner letzten Saison, als dem Verein erst im 20. Spiel ein Sieg gelang, zurückgetreten und wurde durch Mick Harford ersetzt.
Harford wurde nach einer Serie von 17 nicht gewonnenen Partien im Dezember 2005 entlassen. Nachfolger wurde der Waliser Alan Knill, der den Klub bereits zuvor übergangsweise betreut hatte. Zu Beginn des Jahres 2006 wurde die verschärfte finanzielle Lage des Vereins bekannt gegeben, wonach eine monatliche Finanzierungslücke von 140.000 Pfund bestand. Dies führte zu der Initiative mit dem Titel „Save Our Millers“, die das Ziel verfolgte, eine Million Pfund zu beschaffen. Zu den Unterstützern zählten dabei die Einwohner in der Grafschaft South Yorkshire wie auch Vereine in der näheren Umgebung. Der FC Barnsley erließ Rotherham alle bis zum Herbst des vergangenen Jahres ausstehenden Ausleihgebühren für den Spieler Barry Conlon und übermittelte gar eine Spende über 5.000 Pfund. Sheffield United bezahlte darüber hinaus weiterhin die Gehälter für die an Rotherham ausgeliehenen Akteure Stephen Quinn und Jonathan Forte und sammelte gemeinsam mit Sheffield Wednesday Gelder beim Stadtderby ein. Auch die Doncaster Rovers beteiligten sich an finanziellen Zuwendungen. Nach einem neuen Plan, der von einem Konsortium lokal ansässiger Geschäftsleute ausgearbeitet wurde, konnte die Auflösung des Vereins zunächst verhindert werden.
Der Verein ging mit zehn Punkten Abzug in die Saison 2006/07 und stieg am Ende auf dem 23. Platz in die viertklassige Football League Two ab. Am 1. März 2007 hatte dabei Mark Robins das Traineramt übernommen. In der Saison 2007/08 verhängte die Football League Rotherham United eine weitere 10-Punkte-Strafe wegen finanzieller Unregelmäßigkeiten während der laufenden Saison und weitere Ungereimtheiten im Laufe des Insolvenzprozesses sorgten für eine weitere 17-Punkte-Strafe in der Spielzeit 2008/09, in der der Verein zudem seine Heimspiele im Sheffielder Don Valley Stadium austrägt.

## Kader der Saison 2024/25
Stand: 5. Januar 2025
| Nr. |            | Position | Name                 |
| --- | ---------- | -------- | -------------------- |
| 1   | England    | TW       | Cameron Dawson       |
| 2   | Irland     | AB       | Joe Rafferty         |
| 3   | England    | AB       | Cohen Bramall        |
| 4   | Schottland | MF       | Liam Kelly           |
| 5   | England    | AB       | Sean Raggett         |
| 6   | England    | AB       | Reece James          |
| 7   | England    | MF       | Joe Powell           |
| 8   | England    | ST       | Sam Nombe            |
| 9   | Jamaika    | ST       | Jonson Clarke-Harris |
| 10  | England    | ST       | Jordan Hugill        |
| 11  | England    | ST       | Andre Green          |

| Nr. |                | Position | Name              |
| --- | -------------- | -------- | ----------------- |
| 12  | England        | ST       | Mallik Wilks      |
| 14  | Schottland     | MF       | Alex MacDonald    |
| 16  | Schottland     | AB       | Zak Jules         |
| 17  | England        | MF       | Shaun McWilliams  |
| 20  | England        | TW       | Dillon Phillips   |
| 22  | England        | ST       | Hakeem Odoffin    |
| 23  | England        | MF       | Jack Holmes       |
| 24  | England        | AB       | Cameron Humphreys |
| 27  | Elfenbeinküste | MF       | Christ Tiehi      |
| 34  | Nordirland     | ST       | Ciaran McGuckin   |
| 37  | England        | AB       | Jake Hull         |

## Sonstiges
- Der Spitzname Millers oder Merry Millers hat seinen Ursprung in der Heimspielstätte des Vereins, die die Bezeichnung Millmoor trägt.
- Football League Trophy 1996, 2022

## Trainer
- Ian Porterfield (1978–1981)
- Paul Warne (2016–2022)
- Matt Taylor (2022–2023)
- Leam Richardson (2023–2024)
- Steve Evans (2024–2025)
- Matt Hamshaw (seit 2025)

## Rekordspieler
Die folgende Aufstellung zeigt jeweils die 10 Spieler mit den meisten Pflichtspieleinsätzen und -toren in der Geschichte von Rotherham United.
| Einsätze | Einsätze        | Einsätze             | Einsätze |
| -------- | --------------- | -------------------- | -------- |
| 1        | Danny Williams  | 1943–1960            | 514      |
| 2        | Paul Hurst      | 1993–2008            | 494      |
| 3        | John Breckin    | 1971–1983            | 478      |
| 4        | Gerry Forrest   | 1977–1985, 1990–1991 | 473      |
| 5        | Jack Selkirk    | 1944–1957            | 469      |
| 6        | John Green      | 1976–1983, 1986–1989 | 401      |
| 7        | Gladstone Guest | 1939–1956            | 391      |
| 8        | Jack Grainger   | 1945–1957            | 388      |
| 9        | Trevor Phillips | 1970–1979            | 376      |
| 10       | Peter Madden    | 1955–1966            | 357      |
| 10       | Norman Noble    | 1948–1958            | 357      |

| Tore | Tore            | Tore            | Tore |
| ---- | --------------- | --------------- | ---- |
| 1    | Jack Shaw       | 1945–1953       | 145  |
| 2    | Gladstone Guest | 1939–1956       | 137  |
| 3    | Jack Grainger   | 1945–1957       | 127  |
| 4    | Wally Ardron    | 1938, 1941–1949 | 106  |
| 5    | Trevor Phillips | 1970–1979       | 94   |
| 6    | Shaun Goater    | 1989–1996       | 86   |
| 6    | Richard Finney  | 1974–1981       | 86   |
| 8    | Albert Bennett  | 1961–1965       | 72   |
| 9    | Alan Crawford   | 1971–1979       | 68   |
| 10   | Ken Houghton    | 1960–1964       | 67   |

## Ligazugehörigkeit
- 1925–1951: Football League Third Division
- 1951–1968: Football League Second Division
- 1968–1973: Football League Third Division
- 1973–1975: Football League Fourth Division
- 1975–1981: Football League Third Division
- 1981–1983: Football League Second Division
- 1983–1988: Football League Third Division
- 1988/89: Football League Fourth Division
- 1989–1991: Football League Third Division
- 1991/92: Football League Fourth Division
- 1992–1997: Football League Second Division
- 1997–00: Football League Third Division
- 2000/01: Football League Second Division
- 2001–2004: Football League First Division
- 2004/05: Football League Championship
- 2005–2007: Football League One
- 2007–2013: Football League Two
- 2013/14: Football League One
- 2014–2017: Football League Championship / EFL Championship
- 2017/18: EFL League One
- 2018/19: EFL Championship
- 2019/20: EFL League One
- 2020/21: EFL Championship
- 2021/22: EFL League One
- 2022–2024: EFL Championship
- seit 2024: EFL League One